# Visa Electron
Visa Electron  — дебетова картка, доступна майже в усьому світі, за винятком США, Канади, Австралії й Ірландії. Картка представлена компанією VISA в 1980-х і є спорідненою карткою Visa Debit (до жовтня 2004 - Visa Delta)(різниця полягає лише в тому, що карткою Visa Electron можна заплатити лише ту суму, яка доступна на рахунку, але не більшу, в той час як Visa Debit допускає обмежений овердрафт.) Якщо логотип Visa Electron — єдиний логотип VISA на картці, вона завжди буде вимагати онлайн-авторизації; засоби перевіряються при кожній транзакції.

## Специфікація по регіонах
У різних регіонах картка має різні специфікації. Наприклад, одні банки можуть випускати її як дебетову картку, інші - як кредитну, проте здебільшого картка випускається як дебетова. У цьому випадку запит на надання платіжної картки не вимагає яких-небудь доказів доходу клієнта.
Крім зберігання коштів, картка дозволяє власникові знімати готівку в банкоматах навіть поза країною тримача картки, на відміну від звичайних банківських карток, що видаються в деяких країнах. Це можливо завдяки тому, що картки Visa Electron підключені до міжбанківської мережі PLUS.
У Великій Британії Visa Electron приймається не скрізь (як, наприклад, її сестра — Visa Debit), але часто пропонується як дебетова картка для дитячого рахунку. В інших країнах, як, наприклад, в Австралії, рітейлери зобов'язані приймати картку в рамках програми VISA «Accept All Cards», що також справедливо для звичайної картки Visa Debit, хоча самі картки в цих країнах не видаються.
У країнах, де існують суворі критерії видачі кредитних карток, Visa Electron стала популярною серед молоді та студентів. Оскільки кожна транзакція вимагає перевірки залишку рахунку, то не можна зняти з картки більше коштів, ніж на ній є. Тому банки видають Visa Electron клієнтам, які з яких-небудь критеріїв не можуть отримати іншу картку.